# Operculaspis crinita
Operculaspis crinita är en insektsart som beskrevs av Robert Malcolm Laing 1925. Operculaspis crinita ingår i släktet Operculaspis och familjen pansarsköldlöss.
Artens utbredningsområde är Tanzania. Inga underarter finns listade i Catalogue of Life.